# بوتانال
ألدهيد البوتان (بالإنجليزية: Butyraldehyde)‏ أو كما يُعرف ببوتانال (بالإنجليزية: Butanal)‏، هو مركب عضوي صيغته الكيميائية C4H8O، سريع الاشتعال، يسبب التآكل والحروق. وهو سائل عديم اللون، مع رائحة نفاذة، يتكاثف ويتأكسد في الغلاف الجوي ويساهم في الضباب الدخاني الكيميائي الضوئي.